# خافيير مونيوز
خافيير 'خافي' مونيوز خيمينيز ((بالإنجليزية: Javier Muñoz)‏؛ مواليد 28 فبراير 1995) لاعب كرة قدم إسباني يجيد اللعب في مركز الوسط الهجومي ويلعب حالياً مع نادي ريال مدريد كاستيا.

## روابط خارجية
- خافيير مونيوز على موقع الاتحاد الأوربي (الإنجليزية)
- خافيير مونيوز على موقع قاعدة بيانات كرة القدم.إي يو (الإنجليزية)
- خافيير مونيوز على موقع Soccerway.com (الإنجليزية)
- خافيير مونيوز على موقع عالم كرة القدم.نت (الإنجليزية)
- خافيير مونيوز على موقع AS.com (الإسبانية)